# Хекер, Тим
Тим Хекер (полное имя англ. Timothy D. Hecker; род. 1974) — канадский электронный музыкант, продюсер и звукорежиссёр.
Стал всемирно известен благодаря своим экспериментальными эмбиентным записям.

## Биография
Родился 17 июля 1974 года в Ванкувере, провинция Британская Колумбия, в семье учителей рисования.
В школьные годы участвовал в рок-группах с друзьями, затем приобрел семплер и начал работать над собственным материалом. В 1998 году переехал в Монреаль, чтобы учиться в Университете Конкордия, при этом продолжал заниматься электронной музыкой.
По окончании университета, выступал на международном уровне в качестве диджея и техно-продюсера под именем Jetone, выпустив под этим псевдонимом три альбома. К 2001 году он завершил проект Jetone и в этом же году выпустил альбом Haunt Me, Haunt Me Do It Again уже под своим собственным именем на лейбле Alien8. Затем последовали альбомы Radio Amor (2003) и Mirages (2004).
В 2006 году Хекер перешел в лейбл Kranky, где выпустил свой четвёртый альбом Harmony in Ultraviolet. После записи этого альбома музыкант включал в свои работы использование звуков органа, которые были обработаны в цифровом виде с использованием эффекта дисторшн. Для альбома Ravedeath, 1972 Тим Хекер отправился в Исландию, где вместе с Беном Фростом записал партии в церкви. Этот альбом получил премию Juno как электронный альбом года.
В 2012 году Тим Хеккер сотрудничал с Дэниелом Лопатиным (известен как Oneohtrix Point Never) над импровизационным проектом Instrumental Tourist. После альбома Virgins 2013 года Хекер снова работал в Рейкьявике в 2014 и 2015 годах, чтобы создать альбом Love Streams. Его соавторами стали Бен Фрост, Йоуханн Йоуханнссон, Kara-Lis Coverdale и Grimur Helgason. В феврале 2016 года было объявлено, что Хекер присоединился к лейблу 4AD и его восьмой альбом был выпущен в апреле этого же года.
Кроме музыки Тим Хекер работал политическим аналитиком в правительстве Канады в начале 2000-х годов. В 2006 году он поступил в Университет Макгилла, чтобы получить степень PhD, защитив диссертацию на тему музыкального жанра нойз, которая была опубликована в 2014 году. Также в этом университете он работал лектором по исследованию звука на факультете истории искусств и коммуникаций.